# Christian Fandrych

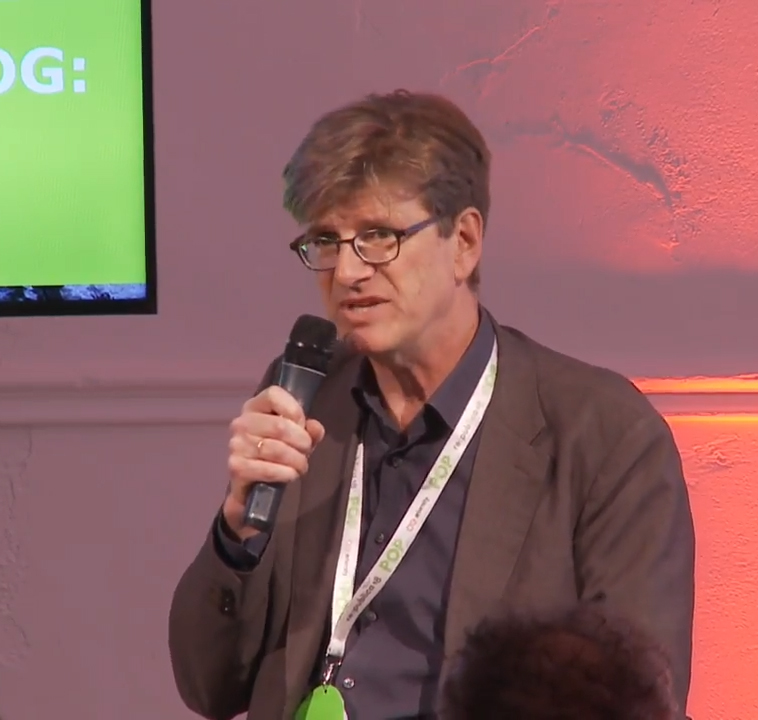
Christian Fandrych (2018)

Christian Fandrych (* 1961) ist ein deutscher Sprachwissenschaftler.

## Werdegang
Fandrych studierte Germanistik, Geschichte, Pädagogik und Deutsch als Fremdsprache in Göttingen und München. 1992 promovierte er über Wortart, Wortbildungsart und kommunikative Funktion bei Ludwig M. Eichinger. Es folgten einige Stationen als wissenschaftlicher Mitarbeiter und Dozent an der Universität Passau, der Universität München, an der nationalen Universität Mexikos in Mexiko-Stadt und am King’s College in London. 2006 wurde er zum Professor für Linguistik des Deutschen als Fremdsprache am Herder-Institut der Universität Leipzig berufen.
Fandrych ist seit 2006 Mitherausgeber der Zeitschriften Fremdsprache Deutsch und Zielsprache Deutsch (bis 2019); seit 2008 ist er Chefredakteur von Deutsch als Fremdsprache. Seit 2020 ist Fandrych Mitglied im Wissenschaftlichen Beirat des Leibniz-Instituts für Deutsche Sprache in Mannheim (IDS). Von 2015 bis 2018 war er Vorsitzender des Beirats Sprache des Goethe-Instituts und von 2012 bis 2016 Vorsitzender des Beirats Germanistik des DAAD. Im wissenschaftlichen Beirat des Fachverbands Deutsch als Fremdsprache war er von 2015 bis 2021 tätig.

## Auszeichnungen
Christian Fandrych wurde 2018 mit dem Konrad-Duden-Preis ausgezeichnet. Die Entscheidung des Preisgerichts wurde wie folgt begründet: 
„Der Sprachwissenschaftler Christian Fandrych zeichnet sich vor allem durch sein tiefgehendes Interesse in den Bereichen Kontrastive Linguistik und Sprachdidaktik aus. Schon in den Anfängen seiner wissenschaftlichen Karriere hat er dem Unterricht in Deutsch als Fremdsprache (DaF) besondere Bedeutung beigemessen und sich intensiv mit möglichen Optimierungen und Innovationen in dieser Disziplin beschäftigt, wie zum Beispiel mit Fernstudiengängen für DaF-Lehrende im Ausland.“

## Veröffentlichungen (Auswahl)
- Mit Franziska Wallner: Das GeWiss-Korpus: Neue Forschungs- und Vermittlungsperspektiven zur mündlichen Hochschulkommunikation. In: Deppermann, Arnulf / Fandrych, Christian / Kupietz, Marc / Schmidt, Thomas (Hgg.): Korpora in der germanistischen Sprachwissenschaft. Mündlich, schriftlich, multimedial. Berlin: de Guryter. 2023, 129–160 DOI:10.1515.9783111085708
- Mit Maria Thurmair: Grammatik im Fach Deutsch als Fremd- und Zweitsprache. Berlin: Erich Schmidt Verlag. 2. überarbeitete und erweiterte Auflage 2021, ISBN 978-3-503-20603-2
- Nachhaltigkeit im Fremd- und Zweitsprachenunterricht: Sprachkonzeptionelle und sprachenpolitische Desiderate. In: Burwitz-Melzer, Eva / Riemer, Claudia / Schmelter, Lars (Hgg.), Entwicklung von Nachhaltigkeit beim Lehren und Lernen von Fremd- und Zweitsprachen. Tübingen: Narr Francke Attemto. 2021, 55–66, ISBN 978-3-8233-8505-9
- Die Sprache(n) der Lehre an deutschen Hochschulen: Tendenzen und Handlungsbedarf. Babylonia. Zeitschrift für Sprachunterricht und Sprachenlernen 2/17, 29–35
- Mit Cordula Meißner und Franziska Wallner (Hgg.): Gesprochene Wissenschaftssprache – digital. Verfahren zur Annotation und Analyse mündlicher Korpora. Tübingen: Stauffenburg 2017, ISBN 978-3-95809-075-0
- Mit Ulrich Dronske, Britta Hufeisen, Imke Mohr, Ingo Thonhauser und Rainer E. Wicke (Hgg.): Deutschunterricht für Lernende mit Migrationshintergrund. Sonderheft der Zeitschrift Fremdsprache Deutsch, Erich-Schmidt-Verlag 2016
- Mit Ulrike Tallowitz: Klipp und Klar. Übungsgrammatik Grundstufe Deutsch. Neubearbeitung. Stuttgart: Klett 2021, ISBN 3-12-674205-X
- Mit Ulrike Tallowitz: Sage und Schreibe. Übungswortschatz Grundstufe Deutsch. Neubearbeitung, Stuttgart: Klett 2015, ISBN 978-3-12-675357-9
- Mit Maria Thurmair: Textsorten im Deutschen. Linguistische Analysen aus sprachdidaktischer Sicht. Tübingen: Stauffenburg-Verl., 2011, ISBN 978-3-86057-195-8